# Министерство сельского хозяйства и продовольствия Ганы
Министерство сельского хозяйства и продовольствия Ганы несет ответственность за развитие и рост сельского хозяйства в стране. Юрисдикция не распространяется на какао-кофе и лесной сектор. Роль министерства включают следующее:
- разработку соответствующей сельскохозяйственной политики для оказания помощи сельскохозяйственному сектору
- планирование и координация различных проектов развития в сельском хозяйстве
- мониторинг и оценка проектов и программ с целью оценки их прогресса

## Структура
Министерство возглавляет министр сельского хозяйства и три его заместителя.

### Заместители
- Заместитель министра по рыболовству
- Заместитель министра по сельскохозяйственным культурам
- Заместитель министра по животноводству